# Kangasniemi (Savonie du Sud)
Kangasniemi est une municipalité du centre-est de la Finlande, dans la région de Savonie du Sud et la province de Finlande orientale.

## Géographie
C'est une commune très étendue, la troisième de la région par la taille. Les lacs couvrent 21 % de sa superficie.
Les principaux lacs sont le lac Puula et le Kyyvesi. Ces lacs comptent chacun des centaines d'îles, dans un paysage archétypique de la région des lacs. On trouve sur leurs 1 550 km de berges près de 3 500 maisons de vacances.
Le reste de la municipalité est largement forestier. La commune compte 12 millions de mètres cubes de bois, et il en pousse environ 500 000 par an.
Les municipalités voisines sont Pieksänmaa au nord-est, Haukivuori à l'est, Mikkeli au sud-est et Hirvensalmi au sud du côté de la Savonie du Sud. Côté Finlande-Centrale, on trouve Joutsa au sud-ouest, Leivonmäki à l'ouest, Toivakka au nord-ouest et enfin Hankasalmi au nord.

## Démographie
Depuis 1980, l'évolution démographique de Kangasniemi est la suivante :
| Année      | 1980  | 1985  | 1990  | 1995  | 2000  | 2005  | 2010  |
| ---------- | ----- | ----- | ----- | ----- | ----- | ----- | ----- |
| population | 7 551 | 7 413 | 7 266 | 7 081 | 6 679 | 6 251 | 5 964 |

| Année      | 2015  | 2020  |
| ---------- | ----- | ----- |
| population | 5 628 | 5 349 |

## Politique et administration

### Conseil municipal
Le Conseil municipal de Kangasniemi est composé de 27 conseillers.
Après les élections municipales finlandaises de 2021, la répartition des sièges est la suivante de 2021 à 2025 :
| Parti                            | Parti                           | Voix   | Sièges |
| -------------------------------- | ------------------------------- | ------ | ------ |
|                                  | Parti du centre                 | 41,8 % | 12     |
|                                  | Parti social-démocrate          | 23,6 % | 7      |
|                                  | Vrais Finlandais                | 11,7 % | 3      |
|                                  | Parti de la coalition nationale | 8,2 %  | 2      |
|                                  | Chrétiens-démocrates            | 4,4 %  | 1      |
|                                  | Ligue verte                     | 9,6 %  | 2      |
|                                  | Sininen tulevaisuus             | 0,6 %  | 0      |
| Sources : tulospalvelu.vaalit.fi |                                 |        |        |

### Élections législatives finlandaises de 2019
Les résultats des élections législatives finlandaises de 2019 sont pour Kangasniemi
|               | Parti social-démocrate de Finlande (SDP) | 510   | 16,9 |  |  |  |
|               | Vrais Finlandais (PS)                    | 459   | 15,2 |  |  |  |
|               | Parti de la coalition nationale (Kok)    | 308   | 10,2 |  |  |  |
|               | Parti du centre (Kesk)                   | 987   | 32,8 |  |  |  |
|               | Ligue verte (Vihr)                       | 438   | 14,5 |  |  |  |
|               | Alliance de gauche (Vas)                 | 58    | 1,9  |  |  |  |
|               | Chrétiens-démocrates (KD)                | 148   | 4,9  |  |  |  |
|               | Mouvement maintenant (LN)                | 31    | 1,0  |  |  |  |
|               | Mouvement Sept Étoiles                   | 24    | 0,8  |  |  |  |
|               | Suomen Kansa Ensin                       | 2     | 0,1  |  |  |  |
|               | Réforme bleue (SIN)                      | 37    | 1,2  |  |  |  |
|               | Autres partis                            |       |      |  |  |  |
|               |                                          |       |      |  |  |  |
| Votes rejetés | Votes rejetés                            | 21    | 0,7  |  |  |  |
| Total         | Total                                    | 3 034 | 100  |  |  |  |

## Transports
La commune est traversée par la nationale 13, et le centre administratif se situe à 50 km de Mikkeli, 63 km de Jyväskylä, 47 km de Pieksämäki et 250 km de Helsinki.
La seututie 616 permet de rejoindre Joutsa et la seututie 447 Pieksämäki.

### Distances
| - Joutsa 44 km - Leivonmäki 39 km - Hirvensalmi 68 km | - Toivakka 36 km - Laukaa 67 km - Hankasalmi 49 km | - Pieksämäki 48 km - Mikkeli 52 km - Jyväskylä 65 km |

## Personnalités liées à la commune
- Hiski Salomaa
- Wiljam Sarjala
- Virpi Kuitunen
- Otto Manninen

## Galerie

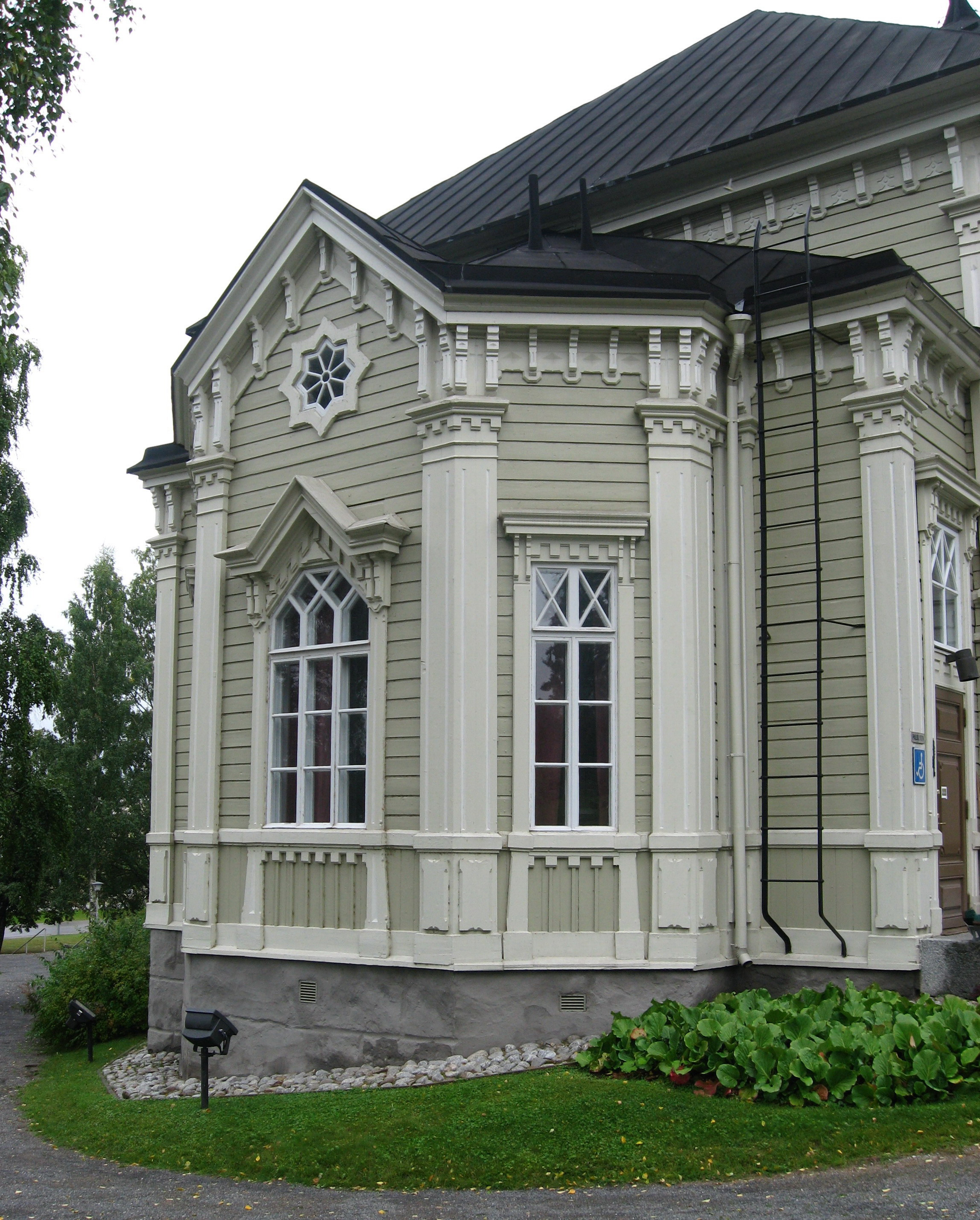
L'église de Kangasniemi.
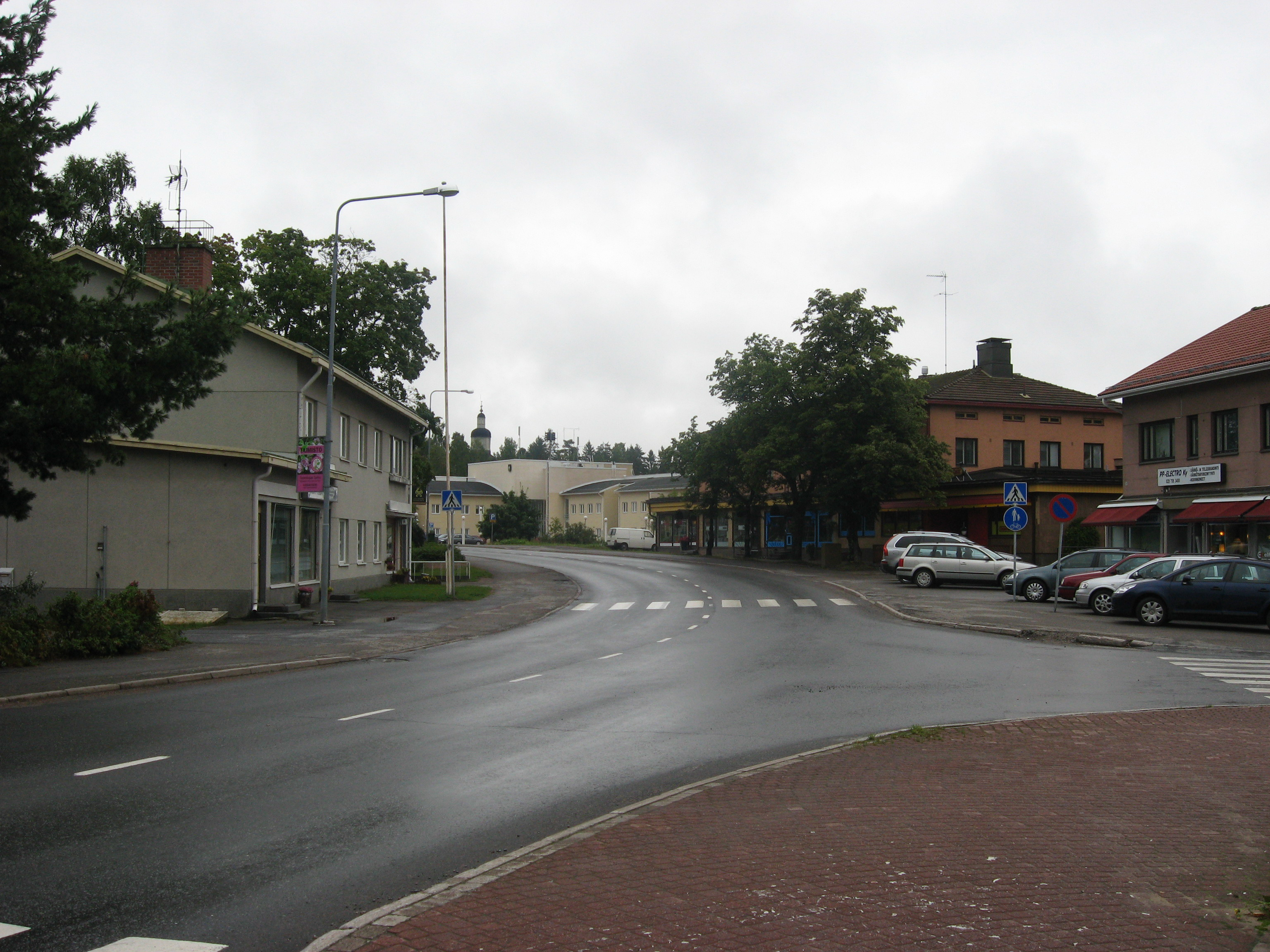
Le centre de Kangasniemi.
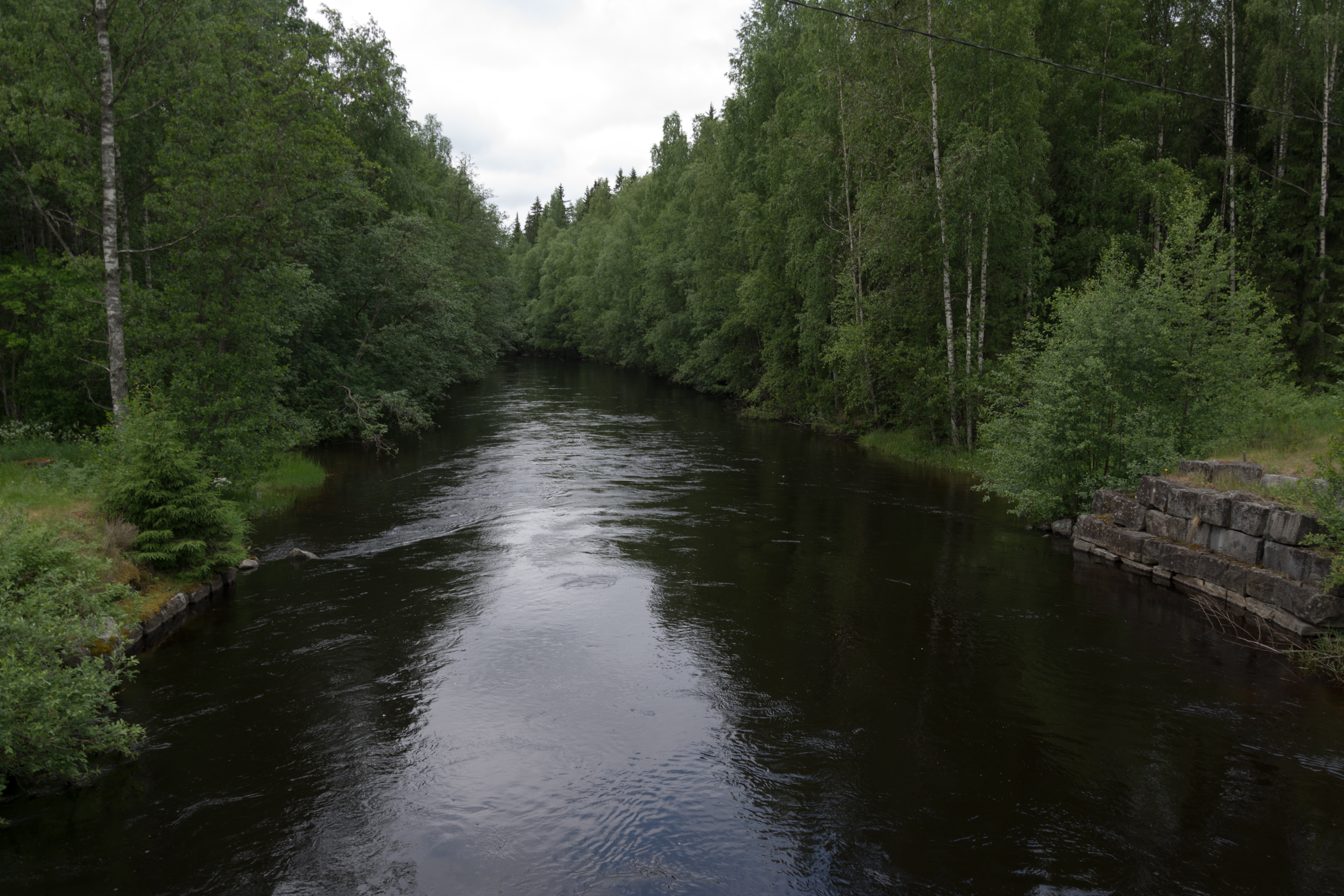
La canal de Läsäkoski.
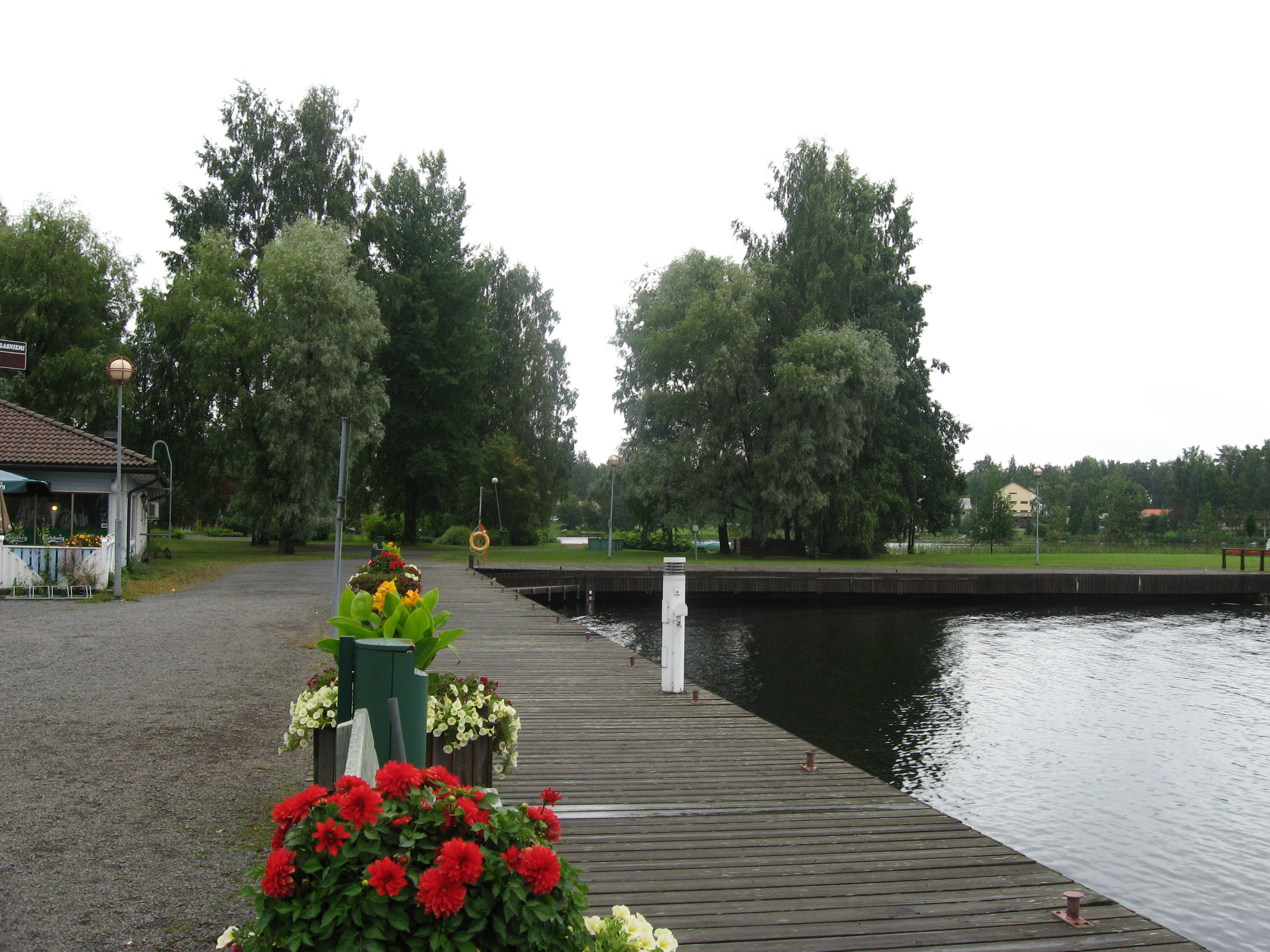
La baie de Meijerinlahti.
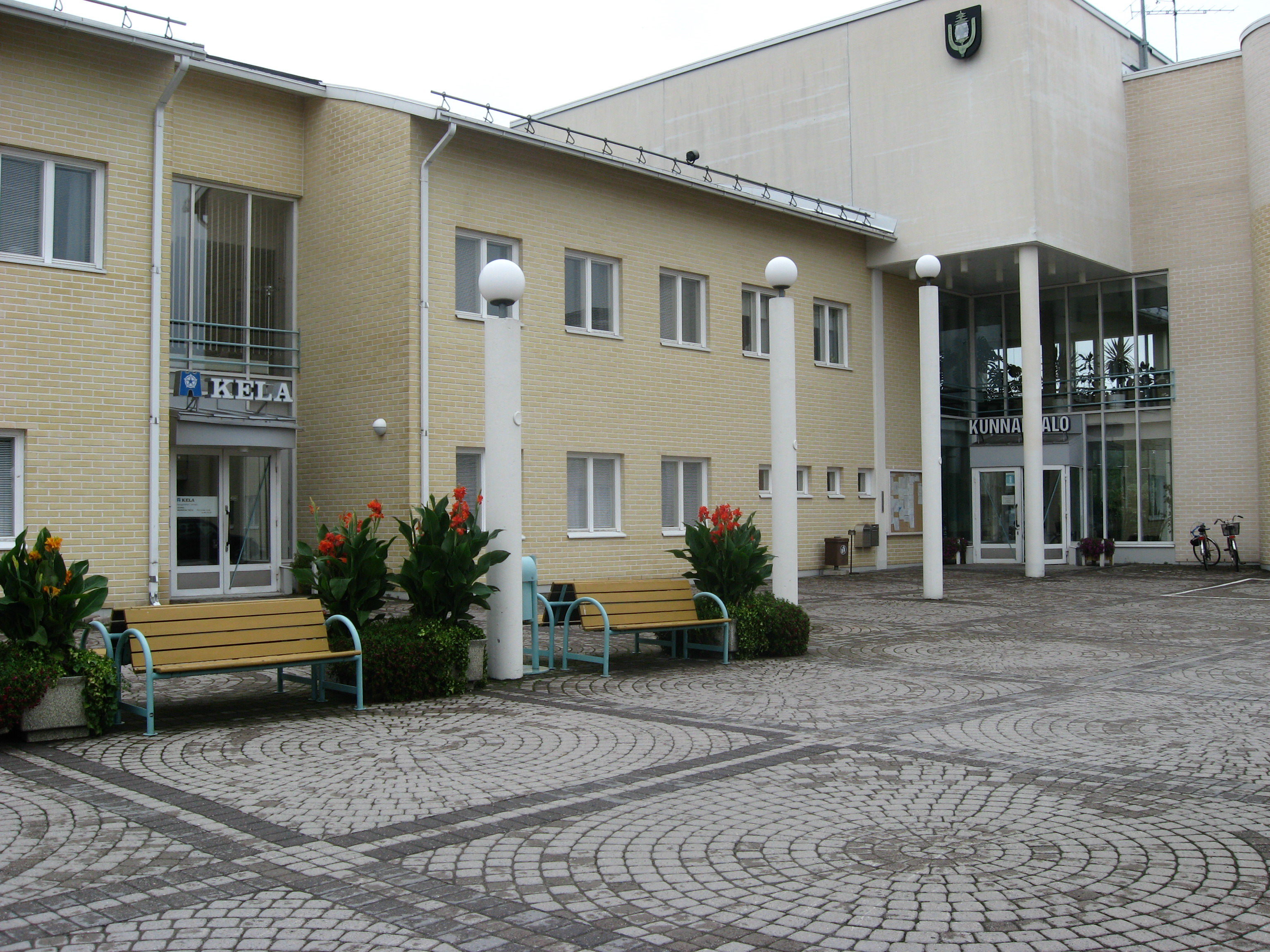
La mairie.